# Magallanes (departement)
Magallanes is een departement in de Argentijnse provincie Santa Cruz. Het departement (Spaans:  departamento) heeft een oppervlakte van 19.805 km² en telt 6.536 inwoners.

## Plaatsen in departement Magallanes
- Bella Vista
- El Salado
- Puerto San Julián